# Uttarpara
Uttarpara – miasto we wschodnich Indiach, na północ od Kalkuty znajdujące się w stanie Bengal Zachodni. Na jego terenie znajduje się wiele ośrodków przemysłowych, które należą do najważniejszych producentów w kraju.
W swojej historii miasto było świadkiem ważnych wydarzeń historycznych, między innymi ruchu liberalnego w XIX wieku, wielu klęsk głodu oraz walki o niepodległość w latach 1900–1947. W 1909 roku swoje ostatnie przemówienie polityczne wygłosił znany indyjski filozof Aurobindo Ghose zanim został mnichem.
Miejscowość leży nad rzeką Ganges. Przebiega przez nią jedna z najważniejszych dróg południowej Azji – Grand Trunk Road.

## Przemysł
Na terenie miasta Uttarpara znajduje się:
- fabryka samochodów marki Hindustan Motors, w tym najpopularniejszego w Indiach modelu Ambassador.
- produkcja napojów alkoholowych producenta Shaw Wallace
- fabryka drutów i przewodów Shalimar Wire